# Panama Challenger 2013
Il Panama Challenger 2013, noto anche come Visit Panamá Cup, è stato un torneo di tennis facente parte della categoria ATP Challenger Tour nell'ambito dell'ATP Challenger Tour 2013. È stata la 2ª edizione del torneo che si è giocata a Panama, capitale di Panama, dal 15 al 21 aprile 2013 su campi in terra rossa e aveva un montepremi di $35,000+H.

## Partecipanti singolare

### Teste di serie
| Nazionalità | Giocatore                   | Ranking* | Testa di serie |
| ----------- | --------------------------- | -------- | -------------- |
| Italia      | Flavio Cipolla              | 107      | 1              |
| Argentina   | Federico Delbonis           | 116      | 2              |
| Spagna      | Rubén Ramírez Hidalgo       | 117      | 3              |
| Spagna      | Daniel Muñoz de la Nava     | 129      | 4              |
| Francia     | Jonathan Dasnières de Veigy | 147      | 5              |
| Argentina   | Diego Schwartzman           | 150      | 6              |
| Colombia    | Alejandro González          | 167      | 7              |
| Cile        | Jorge Aguilar               | 182      | 8              |

- Ranking all'8 aprile 2013.

### Altri partecipanti
Giocatori che hanno ricevuto una wild card:
- Flavio Cipolla
- Walner Espinoza
- Nicolás Massú
- Jesse Witten

Giocatori che sono passati dalle qualificazioni:
- Iván Endara
- Víctor Estrella Burgos
- Gerald Melzer
- Ricardo Rodríguez
- Florian Reynet (lucky loser)

Giocatori che hanno ricevuto un entry come special exempt:
- Axel Michon

## Partecipanti doppio

### Teste di serie
| Nazionalità | Giocatore        | Nazionalità | Giocatore         | Ranking* | Testa di serie |
| ----------- | ---------------- | ----------- | ----------------- | -------- | -------------- |
| Austria     | Oliver Marach    | Germania    | Frank Moser       | 126      | 1              |
| Argentina   | Facundo Bagnis   | Argentina   | Federico Delbonis | 333      | 2              |
| Argentina   | Renzo Olivo      | Argentina   | Marco Trungelliti | 334      | 3              |
| Brasile     | Fabiano de Paula | Italia      | Claudio Grassi    | 363      | 4              |

- Ranking all'8 aprile 2013.

### Altri partecipanti
Coppie che hanno ricevuto una wild card:
- Sam Barnett /  Cătălin-Ionuț Gârd
- Iván Endara /  Walner Espinoza
- Nicolás Massú /  Guillermo Rivera-Aránguiz

## Vincitori

### Singolare
Rubén Ramírez Hidalgo ha battuto in finale  Alejandro González con il punteggio di 6–4, 5–7, 7–6(4).

### Doppio
Jorge Aguilar /  Sergio Galdós hanno battuto in finale  Alejandro González /  Julio César Campozano con il punteggio di 6–4, 6–4.